# Marktstraße 12 (Quedlinburg)

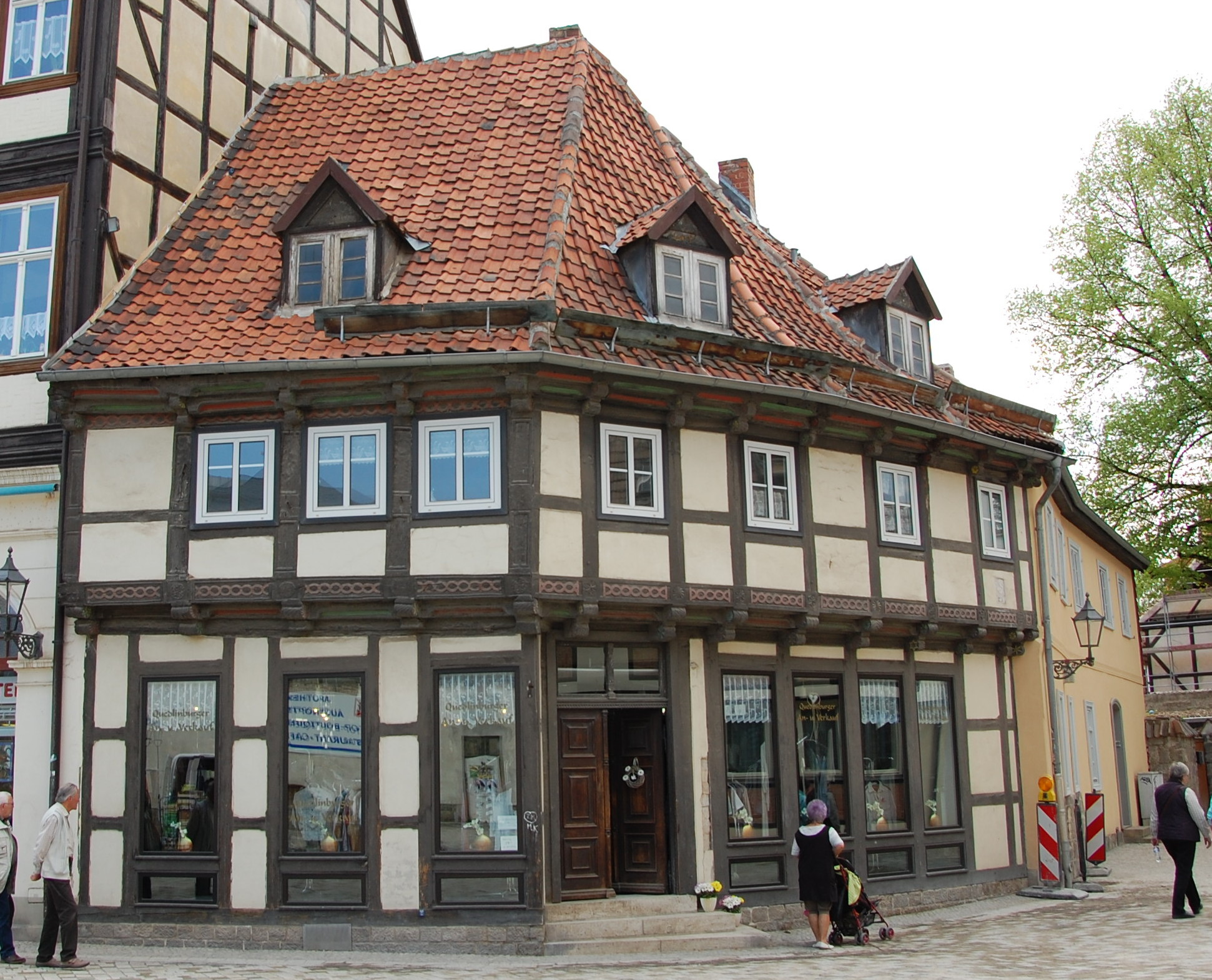
Haus Marktstraße 12

Das Haus Marktstraße 12 ist ein denkmalgeschütztes Gebäude in der Stadt Quedlinburg in Sachsen-Anhalt. 

## Lage
Es befindet sich in der historischen Quedlinburger Altstadt nördlich des Marktplatzes der Stadt am nördlichen Ende der Marktstraße als Eckbebauung zum Marschlinger Hof. Das Gebäude gehört zum UNESCO-Weltkulturerbe und ist im Quedlinburger Denkmalverzeichnis als Ackerbürgerhof eingetragen. Südlich grenzt das gleichfalls denkmalgeschützte Haus Marktstraße 11 an.

## Architektur und Geschichte
Das zweigeschossige straßenseitige Wohnhaus entstand in der Zeit um 1590 in Fachwerkbauweise. Die Balkenköpfe sind in Walzenform ausgeführt. Sowohl an der Stockschwelle als auch an der Traufe befinden sich Schiffskehlen. An den Ständern des Fachwerks finden sich geschnitzte, kassettierte Pilaster, eine sonst bei steinernen Gebäuden übliche Verzierung. In der Literatur wird das Gebäude als Objekt mit einem späten Einsatz von Fächerrosetten geführt.
Um 1930 wurde die Fassade im Zuge einer veränderten Straßenführung zurückgesetzt. In diesem Bereich entstand ein neues Fachwerk.
Hofseitig besteht ein um 1800 entstandener, auf einem Sandsteinsockel ruhender, verputzter Gebäudeflügel. Der Hof ist mit einer Sandsteinmauer umfriedet.